# کتابخانه مرکزی تبریز
کتابخانهٔ مرکزی تبریز قدیمی‌ترین کتابخانهٔ عمومی در استان آذربایجان شرقی پس از کتابخانهٔ تربیت است که در سال ۱۳۳۵ خورشیدی در شهر تبریز تأسیس شده است. این کتابخانه با ۶ هکتار مساحت و ۱۱ هزار متر مربع زیربنا، بزرگ‌ترین کتابخانه عمومی ایران بوده و از لحاظ کتاب، منابع و نسخ خطی و نفیس، بزرگ‌ترین و غنی‌ترین کتابخانه ایران در بین کتابخانه‌های عمومی تحت نظارت «نهاد کتابخانه‌های عمومی کشور» است. کتابخانه مرکزی تبریز، ۵۵ نفر کارمند و بیش از ۱۲٬۰۰۰ عضو دارد. این مجموعه به عنوان یکی از جاذبه‌های توریستی فرهنگی منطقه، سالانه مورد بازدید گردشگرانی از کشورهای مختلف خصوصاً جمهوری آذربایجان و ترکیه واقع می‌شود.

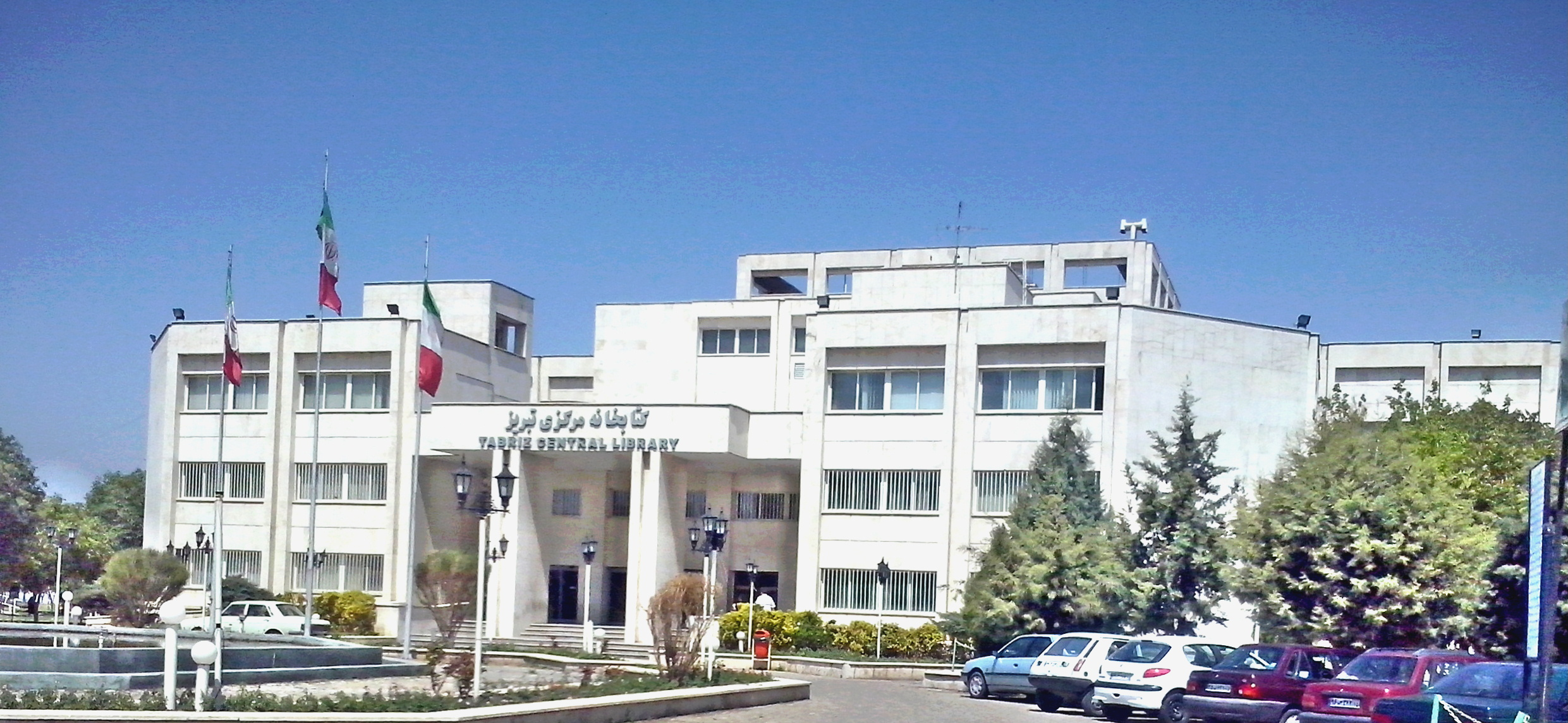
ساختمان کتابخانه مرکزی تبریز.

این مجموعه متشکل از ۳ بنا است که شامل ساختمان مرکزی، ساختمان قره چمنی و ساختمان بوفه است.
و از تیرماه ۱۴۰۲ به همت دکتر اسد بابایی، مدیر کل کتابخانه‌های عمومی آذربایجان شرقی بعد از ۲۰ سال، بزرگ‌ترین باز طراحی این مجموعه که شامل اتاق تحت وب، گالری، اتاق جلسه، اتاق آموزش، سالن چند منظوره استاد نخجوانی، بخش کودک، ساخت کده و علم کده شروع شده است و در دو فاز در حال اجرا می‌باشد.
طرح‌های ابتکاری اداره کل کتابخانه‌های عمومی آذربایجان شرقی در سال ۱۴۰۳ مانند کودک کتابخوان، کتابیاران، خانواده کتابخوان و طرح کتابخانه خانه دوم سالمندان باعث رشد اعضای به نزدیک ۱۸ هزار نفر شده است.

## آثار موجود
این کتابخانه از نظر تعداد کتاب‌هایی که دریک کتابخانه عمومی نگهداری می‌شود، رتبه نخست کشور را دارد.
۲۳۵٬۸۸۷ جلد کتاب شامل ۲۱۱٬۱۲۹ جلد کتاب چاپی فارسی و عربی، ۱۴٬۵۹۸ جلد کتاب چاپی لاتین و ۳٬۴۲۲ عدد نسخهٔ خطی در کتابخانهٔ مرکزی تبریز نگه‌داری می‌شود. هم‌چنین ۱۰٬۵۶۰ عدد عکس، ۴٬۲۲۲ حلقه لوح فشرده، ۱٬۷۳۰ حلقه نوار کاست، ۱٬۲۳۲ حلقه میکروفیلم، ۴۲۴ حلقه اسلاید، ۱۹۷ حلقه میکروفیش، ۹۰ عدد اطلس، ۸۳ حلقه نوار ویدیویی و ۳۲ عدد نقشه در این کتابخانه موجود است.
در کتابخانه مرکزی تبریز بالغ بر ۳٬۴۲۲ نسخه خطی نگهداری می‌شود که عمدتاً با موضوعاتی در خصوص ادبیات فارسی، عربی، پزشکی، نجوم، هندسه و علوم غریبه و … را شامل می‌شود که اکثراً به دوران ایلخانی، صفوی و قاجار مربوط می‌شود. دیوان صائب تبریزی که به دست خط خود صائب نوشته شده است، شرح اصول کافی که توسط ملا صدرا به رشته تحریر درآمده است و همچنین وقف‌نامه ربع رشیدی با قدمتی بالغ بر ۷۰۰ سال، به عنوان نخستین اثر مکتوب ایرانی ثبت شده در حافظه جهانی یونسکو، در کتابخانه مرکزی تبریز نگهداری می‌شود.

### انجیل
گفته می‌شود، یکی از قدیمی‌ترین نسخه خطی انجیل در این کتابخانه نگهداری می‌شود. این کتاب که با عنوان «انجیل رسولان» شناخته می‌شود، دارای قدمت ۱۲۰۰ سال بوده و در ۱۲۰ صفحه، بر روی پوست ماهی (نیاز به منبع) نوشته شده است. این کتاب، زمانی به عنوان یکی از پشتوانه‌های پول ملی ایران به‌شمار می‌رفت. انجیل یاد شده به زبان سریانی قدیم (آشوری) بر روی پوست ماهی نوشته شده و خط به کار رفته در آن از خط‌های نیمه زنده دنیا به حساب می‌آید. (نیاز به منبع / تا کنون هیچ دانشمند نسخه‌شناس معتبری به بررسی این کتاب نپرداخته است)
۸۰ سال پیش آخرین مالک آن قصد داشت، این کتاب را در خارج از ایران بفروشد که دولت وقت با اطلاع از این موضوع، مانع این کار می‌شود و کتاب را تحویل انجمن ایالتی آذربایجان می‌دهد و سپس در اختیار کتابخانه ملی تبریز قرار می‌گیرد. این کتاب حدود ۸۰۰ سال قبل توسط «داوید بن ملک شاه» در روستای موش‌آباد از توابع آذربایجان غربی مرمت شده است. این کتاب به ثبت ملی رسیده و گفته می‌شود نمایندگان واتیکان بارها پیشنهاد خرید این انجیل را به کتابخانهٔ تبریز ارائه کرده‌اند.